# Adeleana forcarti
Adeleana forcarti е вид ракообразно от семейство Gecarcinucidae. Видът е световно застрашен, със статут Уязвим.

## Разпространение
Разпространен е в Индонезия (Калимантан).